# Championnats du Cambodge de cyclisme sur route
Les championnats du Cambodge de cyclisme sur route sont les championnats nationaux de cyclisme sur route organisés au Cambodge.

## Podiums des championnats masculins

### Course en ligne
| Année | Vainqueur    | Deuxième           | Troisième  |
| ----- | ------------ | ------------------ | ---------- |
| 2014  | Kim Yourann  | Samnang Meas Lucky | Seyha Sang |
| 2015  | Yoeun Phyuth |                    |            |
| 2019  | Kim Chantou  | San Namav          | Seyha Sang |

### Course en ligne féminine
| Année | Vainqueur  | Deuxième | Troisième |
| ----- | ---------- | -------- | --------- |
| 2019  | Vim Channy |          |           |

### Course en ligne juniors
| Année | Vainqueur  | Deuxième | Troisième |
| ----- | ---------- | -------- | --------- |
| 2019  | Lim Viwath |          |           |